# Echeveria lyonsii
Echeveria lyonsii är en fetbladsväxtart som beskrevs av Myron William Kimnach. Echeveria lyonsii ingår i släktet Echeveria och familjen fetbladsväxter. Inga underarter finns listade i Catalogue of Life.